# オグリキャップの一般公開
この項目では、過去に繋養場所の優駿スタリオンステーションを離れて行われた元競走馬・オグリキャップの一般公開（オグリキャップのいっぱんこうかい）について記述する。

## 1998年
1998年9月13日から9月15日までよみうりランドで開かれた「JRAフェスティバル'98 ホースワールドinよみうりランド」にてタマモクロスとともに展示された。放牧されているオグリキャップを一目見ようとファンが長い行列を作った。

## 2005年
2005年、経営に苦しむ岐阜県地方競馬組合が打ち出した「笠松競馬再興計画」の一環として、同年4月24日から5月10日までの予定で笠松競馬場に滞在した。4月29日と4月30日の競馬開催日にはセレモニーが行われ、コースに姿を見せた。4月29日には安藤勝己がゲストとして来場し、オグリキャップとの対面を果たした。

## 2008年

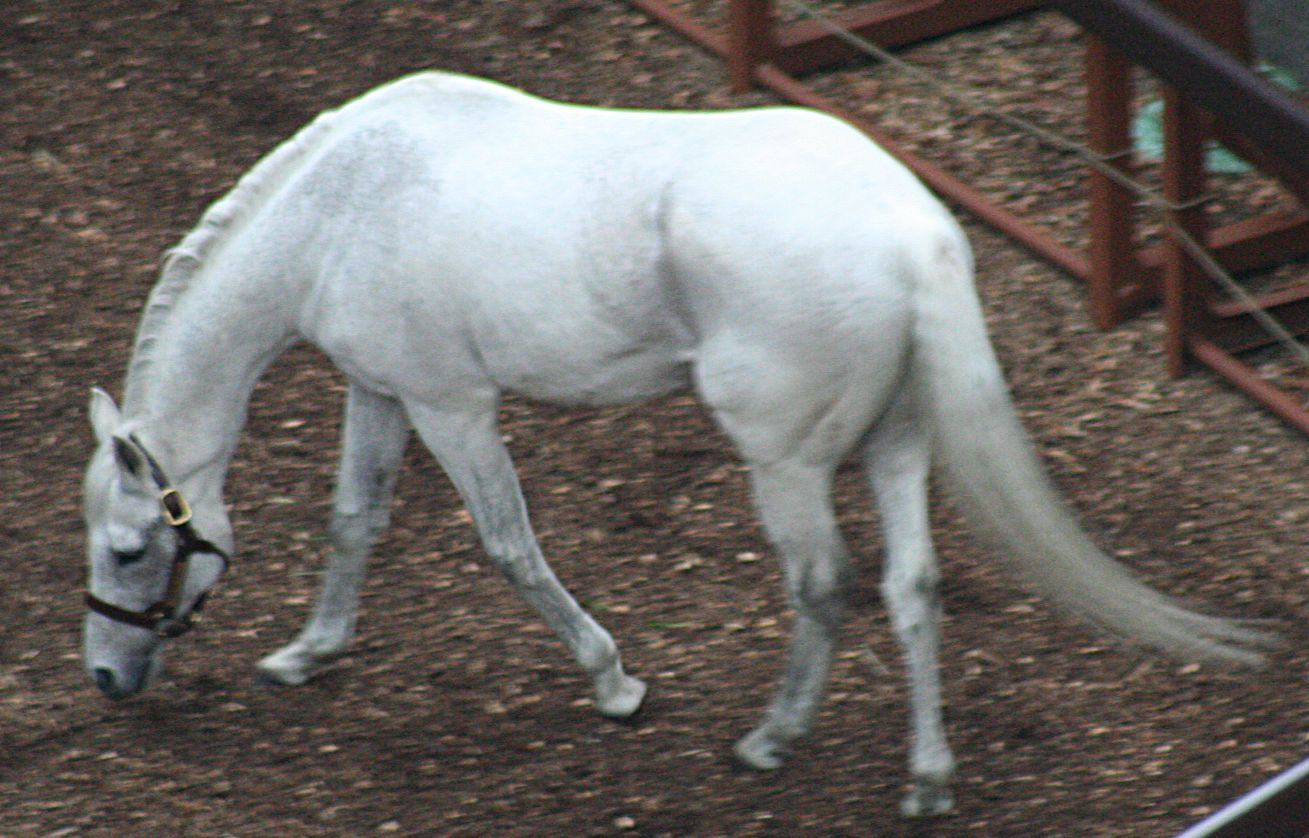
東京競馬場のローズガーデン内ホースリンクに放牧中のオグリキャップ

2008年11月9日に東京競馬場で行われた一般公開は、「アジア競馬会議記念デー」のイベントのひとつとして行われた。内容はオグリキャップを北海道から東京競馬場まで輸送し、同競馬場のパドックを周回させ、ローズガーデン内ホースリンクに放牧するというものであった。

### 一般公開へ向けた準備

#### 北海道から東京競馬場への輸送
一般公開が計画された当時、オグリキャップは種牡馬を引退し、余生を北海道新冠町の優駿スタリオンステーションで過ごしていた。中央競馬の主催者である日本中央競馬会 (JRA) は高齢のオグリキャップを優駿スタリオンステーションから東京競馬場まで1300キロメートルあまり輸送することで同馬にかかる負担を考慮し、輸送の際には担当厩務員のほかに獣医師2名を帯同させ、さらに体調に異変が生じた場合にはイベントを中止する計画を立てた。
11月4日、オグリキャップは馬運車に乗せられて優駿スタリオンステーションを出発し、函館競馬場に到着。同競馬場で一泊した。翌11月5日、函館港からフェリーで青森港まで輸送され、そこから馬運車で東京競馬場へ輸送された。東京競馬場には11月6日の早朝に到着した。

#### 東京競馬場到着後
11月6日と翌7日の2回、一般公開当日に行われるパドック周回の予行演習が行われた。7日にはローズガーデン内ホースリンクのスクーリングも行われた。

### 一般公開
11月9日の午前11時半ごろからパドック周回が行われた。パドック周回に合わせてオグリキャップの過去を振り返る映像が放映され、オグリキャップに騎乗した経験のある岡部幸雄・南井克巳と、第9回ジャパンカップでホーリックスに騎乗したランス・アンソニー・オサリバンの3人がオグリキャップについて語る企画が催された。パドックでのオグリキャップのテンションは高く、馬っ気を出す場面が見られた。
午後2時ごろからローズガーデン内ホースリンクでの放牧が行われた。ローズガーデンの周囲に400メートルにわたる行列ができたほか、競馬場のスタンドのテラスや近くに架かる陸橋からオグリキャップを眺める者が多く現れた。
なお、この際にマナーの悪いファンたちから大量のフラッシュ撮影をされていたが、オグリキャップは終始平然としていた（たいていの馬はフラッシュを焚かれるとパニックに陥る）。同馬の持つ、精神的なタフさを図らずも象徴するエピソードとなった。

### 一般公開終了後
オグリキャップは一般公開終了後もしばらく東京競馬場に滞在し、11月12日の早朝に北海道へ向けて出発した。同日到着した函館競馬場で2泊し、11月14日の午後、優駿スタリオンステーションに到着した。